# 1725 a tudományban
Az 1725. év a tudományban és a technikában.

## Matematika
- Basile Bouchon bevezeti a kettes számrendszert [forrás?].

## Születések
- február 4. – Dru Drury, entomológus († 1804)
- szeptember 25. – Nicolas-Joseph Cugnot mérnök († 1804)
- Nicolas Desmarest természettudós († 1815)